# Hemidactylus thayene
Hemidactylus thayene là một loài thằn lằn trong họ Gekkonidae. Loài này được Zug & Mcmahan mô tả khoa học đầu tiên năm 2007.